# 할로윈 4
《할로윈 4》(영어: Halloween 4: The Return of Michael Myers)는 1988년 개봉한 미국의 슬래셔 영화이다. 《할로윈 3》에서 부재했던 마이클 마이어스와 샘 루미스(도널드 플레전스 분)가 돌아왔으나 로리 스트로드(제이미 리 커티스 분)는 등장하지 않는다. 대니엘 해리스의 영화 데뷔작이다. 10년 전엔 여동생 로리의 목숨을 노렸던 마이클 마이어스가 이번엔 로리의 딸이자 자신의 조카인 제이미를 노린다.
이 영화와 《할로윈 5》(1989), 《할로윈 6》(1995)은 마이클 마이어스의 살인 욕망과 불사신 상태를 고대 드루이드 저주인 손(Thorn)의 영향으로 설명하며, 이 셋을 일컬어 "손 삼부작"이라고 부른다. 1998년 할로윈 프랜차이즈가 《할로윈 7: H20》으로 리부트됐을 때 본 영화보다 앞선 《할로윈》(1978)과 《할로윈 2: 저주받은 병실》(1981)을 바로 계승하면서 손 삼부작에서 벌어진 사건과 새로 소개된 인물은 배제되었다.

## 줄거리
총을 6발 맞고 온몸이 불태워진 마이클 마이어스는 지난 10년간 혼수 상태였다. 그러나 1988년 10월 30일, 다른 요양소로 이동되던 마이클은 수송 차량 안에서 자신에게 조카가 있다는 얘기를 엿듣자마자 부활한다. 제이미는 마이어스가의 옛 집에 거주 중인 위탁 가정에서 자라고 있으며 친엄마인 로리는 죽은 것으로 나온다.
다음날인 31일, 마을에서 사상자가 출몰하기 시작하고, 이를 미리 예측했던 루미스는 마이클의 뒤를 쫓는다. 제이미를 데리고 핼러윈 트릭 오어 트리팅을 다니던 위탁 가정 언니 레이철은 남자친구 브레이디가 다른 여자애와 관계를 가졌다는 걸 알게 된다. 이후 집에 마이클이 침입하자 브레이디는 마이클을 자신 쪽으로 유도하여 사망한다. 그 틈에 레이철은 제이미를 데리고 지붕을 통해 도망하여 자경을 주창하던 마을 아저씨들 무리와 함께 차를 타고 마을 밖으로 도망친다.
그러나 차 밑에 숨어있던 마이클이 차 지붕 위에 나타나 하나씩 살해한다. 운전대를 잡은 레이철이 곡예 운전으로 마이클을 차에서 떨군 뒤 차로 치어 마이클이 쓰러지자 제이미가 다가가 마이클의 손을 잡았다가 도망친다. 칼을 쥐고 일어선 마이클을 향해 다 같이 조준 사격하자 마이클 마이어스는 근처의 버려진 갱도 속으로 떨어진다.
사태가 일단락된 것처럼 보이던 순간 마이클의 악에 전염된 제이미는 어린 마이클이 친누나를 죽였을 때처럼 핼러윈 가면을 쓰고 위탁모 달린에게 다가가 가위로 찔러 죽인다. 루미스는 절규한다.

## 출연
- 도널드 플레전스 - 샘 루미스 의사 역
- 엘리 코넬 - 레이철 커러더스 역
- 대니엘 해리스 - 제이미 로이드 역
- 톰 모가 / 조지 P. 윌버 - 마이클 마이어스 역
- 마이클 퍼타키 - 호프먼 의사 역
- 보 스타 - 벤 미커 보안관 역
- 캐슬린 킨몬트 - 켈리 미커 역
- 사샤 젠슨 - 브레이디 역
- 레이먼드 오코너 - 경비원 역
- 캐런 올스턴 - 달린 커러더스 역